# سوخور نامدارميرزابور (مقاطعة غيلانغرب)
سوخور نامدارميرزابور (بالفارسية: سوخور نامدارمیرزاپور) هي قرية تقع في قسم حيدريه الريفي في إيران. يقدر عدد سكانها بـ 225 نسمة .